# Diálogos de paz de Tlaxcala
Los Diálogos de paz de Tlaxcala fueron la tercera de una serie de negociaciones de paz. Fueron acordadas el 10 de marzo de 1992 para entablarse entre abril y junio de 1992, entre las guerrillas de las Fuerzas Armadas Revolucionarias de Colombia -Ejército del Pueblo (FARC-EP), el Ejército de Liberación Nacional (ELN) y el Ejército Popular de Liberación (EPL) con el gobierno del entonces presidente de Colombia, César Gaviria para tratar de darle fin al conflicto armado interno  colombiano. Las conversaciones se llevaron a cabo en el Centro Vacacional La Trinidad en Tlaxcala, México.
Las conversaciones se interrumpieron en octubre del mismo año, tras no llegar a un acuerdo mutuo.

## Antecedentes
Tras la conclusión de la presidencia de Virgilio Barco, asume como presidente César Gaviria el 7 de agosto de 1990, manteniendo las comisiones de paz y verificación de los acuerdos alcanzados por su antecesor con las organizaciones guerrilleras que habían logrado el 8 de marzo de 1990 y firmar acuerdos de paz con el Movimiento 19 de abril (M-19) el 26 de abril de 1990 y el Ejército Popular de Liberación (EPL) el 16 de mayo de 1990. 
El presidente Barco sin embargo, lanza la Operación Centauro en marzo de 1990 contra las FARC-EP. Las operaciones contra las FARC-EP fueron continuadas por Gaviria, el 9 de diciembre de 1990, cuando el recién elegido presidente César Gaviria, tratando de sorprender al alto mando de las FARC-EP, ordena la Operación Casa Verde, contra la sede del Secretariado de la organización, en La Uribe, Departamento del Meta. Tras la operación militar y el Ataque a la base militar Girasoles, las FARC-EP y el gobierno Gaviria retomaron las conversaciones.

### Reunión de Cravo Norte y Caracas
El 15 de mayo de 1991 el gobierno de Gaviria y miembros del ELN, las FARC-EP y el EPL, agrupados como la Coordinadora Guerrillera Simón Bolívar (CGSB), realizaron una reunión en Cravo Norte, departamento de Arauca, donde acuerdan realizar conversaciones directas en Caracas, Venezuela.
Las conversaciones entre las guerrillas del CGSB y el gobierno de César Gaviria comenzaron en junio de 1991 en Caracas, Venezuela, donde el mismo año se reunieron en dos ocasiones. Los diálogos de paz se trasladaron a la ciudad de Tlaxcala, Tlaxcala, México, ante el Golpe de Estado de febrero de 1992 en Venezuela.

## Negociadores
Como negociadores representantes del gobierno participaron el Consejero presidencial para la Paz, Horacio Serpa y Álvaro Leyva. Por la guerrilla de las FARC-EP intercedieron los comandantes guerrilleros alias "Alfonso Cano", alias "Iván Márquez" y alias "Pablo Catatumbo. Por el ELN estuvo el comandante alias Antonio García.

## Ruptura
El EPL secuestró al exministro Argelino Durán Quintero durante las diálogos de paz en Tlaxcala. Durante el cautiverio, Durán sufrió un ataque cardíaco y murió. Tras hacerse pública la muerte del exministro, el episodio desembocó en la ruptura de las conversaciones de paz el 4 de mayo de 1992.